# Muskwa Ranges
Muskwa Ranges är ett berg i Kanada.   Det ligger i provinsen British Columbia, i den centrala delen av landet, 3 600 km väster om huvudstaden Ottawa. Toppen på Muskwa Ranges är 2 326 meter över havet.
Terrängen runt Muskwa Ranges är varierad. Trakten runt Muskwa Ranges är nära nog obefolkad, med mindre än två invånare per kvadratkilometer.. Det finns inga samhällen i närheten. 
Trakten runt Muskwa Ranges består i huvudsak av gräsmarker.